# 黎國君

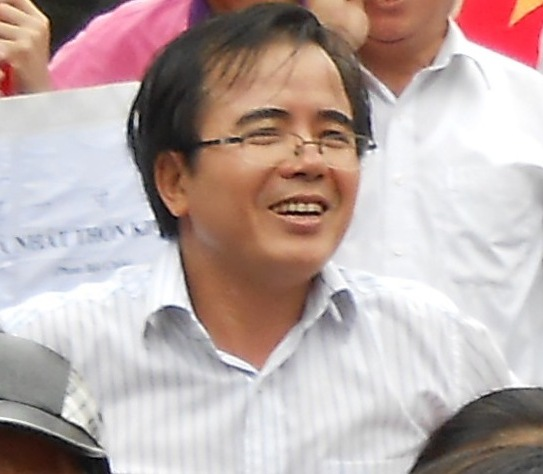
黎國君

黎國君（1971年9月13日—）是越南社會主義共和國的律師、持不同政見者、人權活動家。
他出生於河內市，信仰基督教羅馬天主教會。他成為律師後，積極為國內的人權活動而奮鬥，也在網際網路的部落格上發表文章批判一黨專政之越南共產黨政權。
他於2012年被越南共產黨政權指控逃稅而逮捕，並於2013年被判刑30個月。

## 外部連結
- 黎國君的Facebook專頁
- 黎國君Blog個人頁 （页面存档备份，存于）